# 日伽
日伽（英文：Yaka Fu，1983年5月14日—），原名傅韻如，爲前無綫電視合約女藝員，曾參與2006年度香港小姐競選，落選後入讀第20期無綫電視藝員訓練班並順利畢業。擁有八級鋼琴及日文一級證書學歷。
日伽於2007年參與無綫電視的一檔娛樂節目《一擲千金》當選千金小姐而一炮走紅。
目前日伽已拍攝完無綫電視新劇《巾幗梟雄之諜血長天》，繼《巾幗梟雄之義海豪情》後，再度飾演日語翻譯老師，與演員馬蹄露合作。

## 演出作品

### 電視劇（無線電視）
2006年
- 爸爸閉翳 飾 見習護士

2007年
- 律政新人王II 飾 Monica
- 廉政行動2007 飾 ICAC調查員
- 歲月風雲 飾 秘書
- 同事三分親飾 小龍女/香香公主/周芷若（第74集）、可兒（第305集）

2008年
- 秀才愛上兵 飾 歌姬
- 原來愛上賊 飾 妓女
- 畢打自己人 飾 小鷹（第20集）、護士（第324集）
- 法證先鋒II 飾 余玉珠
- 師奶股神 飾 聯輝女伴

2009年
- 盛世仁傑 飾 武则天近身宫女
- 學警狙擊 飾 趙敏貞
- 桌球天王 飾 模特兒
- 碧血鹽梟 飾 芳
- 古靈精探B 飾 Co Co
- 蔡鍔與小鳳仙 飾 春花
- 宫心计 饰 冬杏

2010年
- 施公奇案II 飾 豔豔
- 女人最痛 飾 整容護士
- 巾幗梟雄之義海豪情 飾 梁老師（日語翻譯老師）
- 談情說案 飾 梁惠蓮

2011年
- 魚躍在花見 飾 美瑛
- 你們我們他們 飾 Wincy[2]
- 洪武三十二 飾 冬梅

2012年
- 飛虎 飾 青野雪（第8集）

2013年
- 愛·回家 (第一輯) 飾 汀　汀（第353集）

2016年
- 巾幗梟雄之諜血長天 飾 日語翻譯老師

## 綜藝節目
- 2006年—2008年：《一擲千金》飾 千金小姐[3]